# 大戸 (茨城町)
大戸（おおど）は、茨城県東茨城郡茨城町の大字。郵便番号は311-3114。天然記念物の大戸のサクラが有名である。

## 地理
茨城町の北西部に位置し、北は水戸市河和田町、西は水戸市萱場町、水戸市高田町、近藤、桜の郷、常井、南は小鶴、駒渡、涸沼前川を隔てて馬渡、東は赤穂川を隔てて水戸市小吹町、水戸市平須町、前田、長岡と隣接する。北東部に明光台団地、桜団地、北部に桜ヶ丘ニュータウンがある。

## 小字
以下の小字がある。
- 赤穂
- 赤穂谷津
- 井蔵
- 石原
- 井尻
- 一番山
- 一本杉
- 後田
- 内並木
- 馬塚
- 大塚
- 大山原
- 岡田
- 岡田前
- 表並木
- 街道東
- 上郷
- 上田
- 上の前
- 上谷原
- 木戸
- 木戸川面
- 木戸下
- 木戸原
- 清宗
- 蔵作
- 小橋川
- 桜
- 三の牧
- 宍戸道
- 地這
- 下田
- 下馬場
- 下谷原
- 宿ノ内
- 宿ノ内下
- 宿ノ内前
- 神宮寺
- 摺場
- 関下
- 関の上
- 大宮寺
- 台畑
- 高木山
- 高発句
- 立芳
- 綱山
- 椿坂西
- 寺跡
- 寺後
- 寺久保
- 寺下
- 寺坪
- 寺前
- 天神
- 天神下
- 天神台
- 稲荷平
- 稲荷宮
- 稲荷宮後
- 稲荷宮前
- 仲内
- 仲内下
- 仲内脇
- 中原
- 西あげ田
- 西山
- 猫崎
- 猫崎後
- 猫崎下
- 羽黒山
- 八幡山
- 塙
- 塙前
- 原の前
- 馬場
- 馬場前
- 富士谷津
- 富士山
- 二重堀
- 二重堀西
- 二重堀東
- 北条原
- 前川
- 間口久保
- 増山
- 道添
- 宮内前
- 宮久保
- 宮次郎
- 宮ノ内
- 門口
- 門口後

## 歴史
- 1889年（明治22年）：大戸村と常井村、近藤村、（旧）長岡村、馬渡村、小鶴村、前田村、谷田部村が合併し、東茨城郡長岡村が誕生。大戸村は長岡村大字大戸に
- 1955年（昭和30年）2月11日：長岡村が町政施行を行い東茨城郡長岡町に。同日、川根村、上野合村、鹿島郡沼前村と合併し、東茨城郡茨城町が誕生。茨城町大字大戸になる。
- 2002年（平成14年） 新字名として、桜の郷（旧大字大戸、近藤の各一部）を設定[5]。

## 世帯数と人口
2021年（令和3年）11月30日現在の世帯数と人口は以下の通りである。
| 町丁 | 世帯数  | 人口    |
| ---- | ------- | ------- |
| 大戸 | 827世帯 | 1,962人 |

## 小・中学校の学区
町立小・中学校に通う場合、学区は以下の通りとなる。
| 番地 | 小学校             | 中学校             |
| ---- | ------------------ | ------------------ |
| 全域 | 茨城町立大戸小学校 | 茨城町立明光中学校 |

## 交通

### 道路
- 北関東自動車道
  - 当地の一部分を通過している。
- 国道6号
  - 涸沼前川橋の一部分を通過している。
- 茨城県道16号大洗友部線
  - 当地の東端部分を通過している。
- 茨城県道40号内原塩崎線
  - 当地を東西に横断している。

### バス
| 系統 | 主要経由地 | 行先                         | 運行会社  |
| ---- | --- | ---------------------------- | --------- |
|      | 水戸医療センター・大戸西・大戸・明光台団地入口・田向井・千波・大工町・水戸駅                                                                   | 水戸医療センター・水戸駅     | ■関東鉄道 |
|      | 水戸医療センター・大戸西・大戸・明光台団地入口・田向井・千波・大工町・水戸駅・水戸市役所北・水戸駅南口・台町・吉沢車庫                         | 水戸医療センター・吉沢車庫   | ■関東鉄道 |
|      | 水戸医療センター・大戸西・大戸・明光台団地入口・平須・笠原中央・工業高校前・みなみ団地入口・水戸駅南口                                         | 水戸医療センター・水戸駅南口 | ■関東鉄道 |
| 37   | 水戸医療センター・小吹・桜ノ牧高校入口・丹下十文字・桜山・大工町・水戸駅                                                                       | 水戸医療センター・水戸駅     | ■茨城交通 |
|      | 水戸医療センター・小吹・桜ノ牧高校入口・丹下十文字・桜川車庫・赤塚駅南口                                                                       | 水戸医療センター・赤塚駅南口 | ■茨城交通 |
|      | 水戸医療センター・大山原集落センター・大山原・高天原団地・赤塚駅南口                                                                           | 水戸医療センター・赤塚駅南口 | ■茨城交通 |
|      | 水戸医療センター・木戸・常陸高田・高天原団地・赤塚駅南口                                                                                       | 水戸医療センター・赤塚駅南口 | ■茨城交通 |
|      | 県自動車学校・みなみ団地入口・水戸駅南口・水戸市役所北・水戸駅・大工町・千波・小吹・植物公園・大山原・市立競技場（ケーズデンキスタジアム水戸） | 県自動車学校・市立競技場     | ■関東鉄道 |

- 当地から茨城町中心部方面へバスで向かうには一旦千波経由水戸駅行きに乗車して『平須団地入口』バス停で奥ノ谷方面へのバスへ乗り換えとなる。
- 1983年（昭和58年）3月31日までは国鉄バス（現・ジェイアールバス関東）友部線（常陸長岡 - 友部）のバス路線が県道40号線を通過していた[7]。

## 施設

### 商業施設
- セブン-イレブン茨城町大戸店
- ファミリーマート茨城大戸店
- セイコーマートきど桜の郷店
- セイコーマートきど桜の牧店

### 教育
- 茨城町立大戸小学校：大戸1730-1
- 茨城町立大戸幼稚園：大戸1893
  - 1988年（昭和63年）開園。

### 公共施設
- 上郷公民館
- 大畑公民館
- 大山原集落センター
- 明光公民館

### 公園
- 大戸さくら公園

## 祭事
- 大戸さくら祭り
  - 毎年4月上旬の桜の開花に合わせて大戸さくら公園で行われる。